# CIHO-FM
 (juillet 2016).
Si vous disposez d'ouvrages ou d'articles de référence ou si vous connaissez des sites web de qualité traitant du thème abordé ici, merci de compléter l'article en donnant les références utiles à sa vérifiabilité et en les liant à la section « Notes et références ».
CIHO-FM est une radio communautaire québécoise de langue française appartenant à Radio MF Charlevoix, un organisme à but non lucratif. La station émet à la fréquence 96,3 MHz sur la bande FM à Saint-Hilarion. Ses cinq émetteurs lui permettent de servir la région de Charlevoix située au nord-est de la ville de Québec.
La station diffuse de nombreuses émissions produites par des bénévoles, dont Frañol, une émission consacrée à la musique latine.

## Histoire
Le 14 novembre 1981, le premier conseil d'administration de Radio MF Charlevoix est officiellement formé au cours de la première assemblée générale. Le mandat des premiers administrateurs est de coordonner les démarches devant conduire à l'implantation d'une station qui couvrirait l'ensemble du comté de Charlevoix. En avril 1983, l'animateur Vianney Lavoie et le technicien Gaston Gagnon produisent la toute première émission de Radio MF Charlevoix qui sera diffusée sur les ondes de CION-FM (en), la station communautaire de Rivière-du-Loup. Cette association permet à l'équipe de poursuivre ses démarches vers la mise sur pied d'une vraie radio de Charlevoix.
La route sera longue et semée d'embûches. On sollicite des appuis auprès de la population, en vue de la demande de permis qui ne sera faite au CRTC que le 5 novembre 1984 à Rimouski. Les neuf commissaires font connaître leur approbation deux mois plus tard. La licence accordée est de type communautaire de premier service et permet la diffusion de publicité. Elle entre en ondes le 10 octobre 1986.
Le 28 août 2009, le CRTC approuve une demande en vue d’obtenir une licence de radiodiffusion afin d’exploiter une station de radio FM communautaire de langue française de type B à Saint-Hilarion et des émetteurs FM à La Malbaie, Baie-Saint-Paul, Petite-Rivière-Saint-François et Saint-Siméon.